# Edmond Pourchot

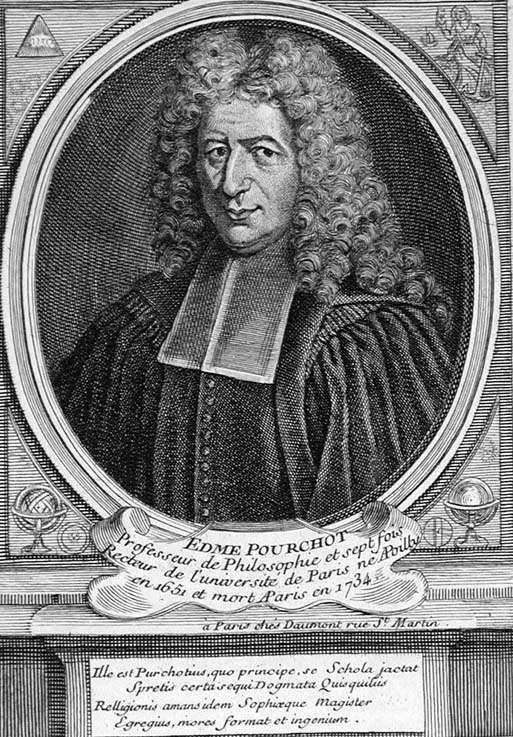
Edmond Pourchot

Edmond Pourchot, latinizado Edmundus Purchotius (Poilly, 1651 - París), fue un profesor universitario francés, caracterizado por su posición polémica a favor del cartesianismo y la teoría cartesiana sobre la mecánica, en oposición al aristotelismo dominante hasta entonces. El cambio de paradigma o revolución científica que se produce en esta época (los años 1690) es uno de los momentos decisivos de la historia intelectual de Europa (crisis de la conciencia europea).
Pourchot fue nombrado catedrático de filosofía en 1677, y permaneció muchos años como vicecanciller o rector de la Universidad de París, donde dio clase durante 26 años.
También fue un notable hebraísta.

## Institutiones Philosophicae
Fue autor de Institutiones Philosophicae, una obra en latín de varios volúmenes titulada de forma completa Institutiones philosophicae ad faciliorem veterum, ac recentiorum philosophorum lectionem comparatae (Paris, 1695; Paris, 1700; Lyon, 1711; Venice, 1715; Lyon, 1716–1717; Venice, 1730 [standard edition]; Paris & Lyon & Padua, 1733; Padua, 1751; Venice, 1755). Su texto fue muy celebrado entre los principales intelectuales de Francia, y ganó simpatías hacia el cartesianismo por toda Europa, hasta en países tan lejanos como Turquía y Polonia.
- Volumen 1[9][10] - Lógica y metafísica
- Volumen 2[11] - Geometría y física general (incluyendo óptica, hidrodinámica, máquinas simples, termodinámica y dinámica -proyectiles, péndulos, etc.)
- Volumen 3[12][13] - Cosmología (heliocéntrica y geocéntrica), botánica, zoología, anatomía humana, meteorología, astronomía, magnetismo, metalurgia y geografía

1. incluye un mapa mundi que muestra la Terra Australis, un meridiano cero que pasa por la isla de El Hierro y la Isla de California (Table 24)
2. incluye una presentación de los "vórtices etéreos" en torno al sistema solar, propios de la explicación hieliocéntrica cartesiana, teoría defendida por Christiaan Huygens y Johann Bernoulli antes de ser superada por la mecánica de Newton (1686).
3. incluye una esfera armilar mostrando el plano de la eclíptica sobre la esfera celeste (Tabla 16)
4. incluye una ilustración de las líneas del campo magnético, que no se entendieron plenamente hasta más de un siglo después, con Michael Faraday y James Clerk Maxwell (Tabla 26)

- Volumen 4[16] - Ética
- Volumen 5[17] - Filosofía (incluyendo metafísica y ontología)